# Siavana auripennis
Siavana auripennis là một loài bướm đêm trong họ Noctuidae.